# Jumping-Frenchman-Syndrom
Das Jumping-Frenchman-Syndrom ist eine sehr seltene Störung mit übersteigerter Schreckreaktion. Die Erstbeschreibung erfolgte im Jahre 1878 durch den US-amerikanischen Neurologen George Miller Beard.
Die Bezeichnung bezieht sich auf die Region des beobachteten Vorkommens im US-Bundesstaat Maine. Viele der franko-kanadischen Holzfäller stammten aus der Region Beauce (Québec) in Kanada oder vom Moosehead Lake. Die Ursache ist nicht geklärt, es wurde familiäre Häufung beobachtet.
Die Auffälligkeiten beginnen um die oder nach der Pubertät. Es kommt zu überschießenden Schreckreaktionen auf laute oder unerwartete Geräusche, Rufe oder Bewegungen oder körperliche Berührungen mit Springen, Schreien, oder Um-sich-Schlagen. Im Anschluss können weitere Auffälligkeiten wie Echolalie, Echopraxie oder Koprolalie auftreten.